# بانو (باگاسی)
بانو شهری در شهرستان باگاسی در استان باله در بورکینافاسوی جنوبی است و جمعیت آن ۸۲۰ نفر است.